# 浅川義治
浅川 義治（あさかわ よしはる、1968年2月23日 - ）は、日本の政治家。日本維新の会所属の元衆議院議員（1期）。元横浜市会議員（1期）。

## 来歴

### 生い立ち
横浜市金沢区出身。神奈川県立富岡高校、日本大学法学部(沼野輝彦ゼミナール所属)卒業後、横浜銀行入行。銀行員生活と並行して大前研一が立ち上げた平成維新の会に参画したほか、佐藤謙一郎衆議院議員（新党さきがけ→旧民主党→民主党）の選挙活動などに携わる。

### 政界へ
2003年、横浜銀行を退職し、横浜市会議員選挙磯子区選挙区にヨコハマから日本を変える会から立候補し、初当選。
2007年、民主党公認で立候補したが落選。2010年に民主党を離党。2011年の市議選も落選。
2013年に旧日本維新の会に参加し、2015年・2019年の市議選では金沢区に国替えして立候補するも落選。
2021年10月の第49回衆議院議員総選挙では神奈川1区から日本維新の会公認で立候補した。小選挙区では立憲民主党の篠原豪に大差で敗れたが、重複立候補していた比例南関東ブロックで復活し、初当選。同ブロックでは最後の当選者だった。
2024年10月の第50回衆議院議員総選挙では神奈川1区での得票率が12.9%に留まり、重複立候補していた比例南関東ブロックでの復活もならず落選した。

## 選挙歴
| 当落 | 選挙                   | 執行日         | 年齢 | 選挙区        | 政党                       | 得票数    | 得票率 | 定数 | 得票順位 /候補者数 | 政党内比例順位 /政党当選者数 |
| ---- | ---------------------- | -------------- | ---- | ------------- | -------------------------- | --------- | ------ | ---- | ------------------ | ---------------------------- |
| 当   | 2003年横浜市会議員選挙 | 2003年4月13日  | 35   | 磯子区選挙区  | ヨコハマから日本を変える会 | 6095票    |        | 5    | 5/8                | /                            |
| 落   | 2007年横浜市会議員選挙 | 2007年4月8日   | 39   | 磯子区選挙区  | 民主党                     | 9406票    |        | 4    | 6/7                | /                            |
| 落   | 2011年横浜市会議員選挙 | 2011年4月10日  | 43   | 磯子区選挙区  | 無所属                     | 4171票    |        | 4    | 6/7                | /                            |
| 落   | 2015年横浜市会議員選挙 | 2015年4月12日  | 47   | 金沢区選挙区  | 維新の党                   | 7201票    |        | 5    | 7/7                | /                            |
| 落   | 2019年横浜市会議員選挙 | 2019年4月7日   | 51   | 金沢区選挙区  | 日本維新の会               | 4225票    |        | 5    | 7/8                | /                            |
| 比当 | 第49回衆議院議員総選挙 | 2021年10月31日 | 53   | 神奈川県第1区 | 日本維新の会               | 4万6271票 | 20.80% | 1    | 3/3                | 1/3                          |
| 落   | 第50回衆議院議員総選挙 | 2024年10月27日 | 56   | 神奈川県第1区 | 日本維新の会               | 2万8841票 | 12.92% | 1    | 3/5                | 10/2                         |